# متنزه جبل هوك الحكومي
تبلغ مساحة متنزه جبل هوك الحكومي 676 أكر (2.74 كـم2) متنزه ولاية غير المطور يقع في مقاطعة روكلاند، نيويورك. يضم المتنزه جزءًا من حواجز نهر هدسون على الشاطئ الغربي لنهر هدسون، وهي جزء من نظام متنزه (باليسايدز) المشتركة بين الولايات. يعد متنزه «هوك ماونتن ستيت» من الناحية الوظيفية جزءًا من مجمع مستمر من المتنزهات التي تشمل أيضًا متنزه روكلاند ليك الحكومية، ومتنزه شاطئ نياياك الحكومي، ومتنزه شاطئ هافيرسترو الحكومي.
السمة الرئيسية للمتنزه هي قمة جبل هوك، 689 قدم (210 م) المطلة على بحيرة روكلاند ونهر هدسون.

## تاريخ

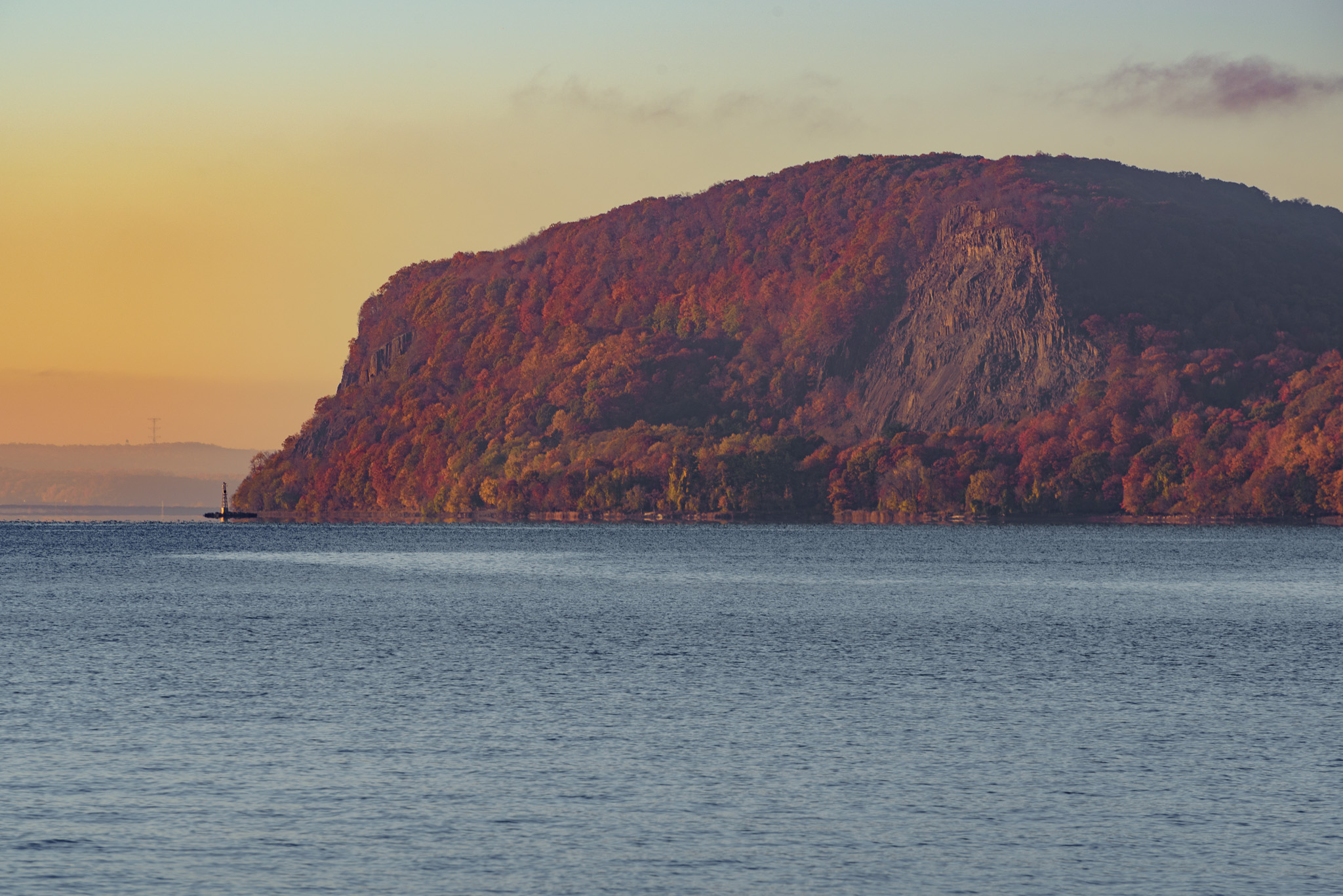
منظر لجبل هوك من نهر هدسون في نوفمبر 2015

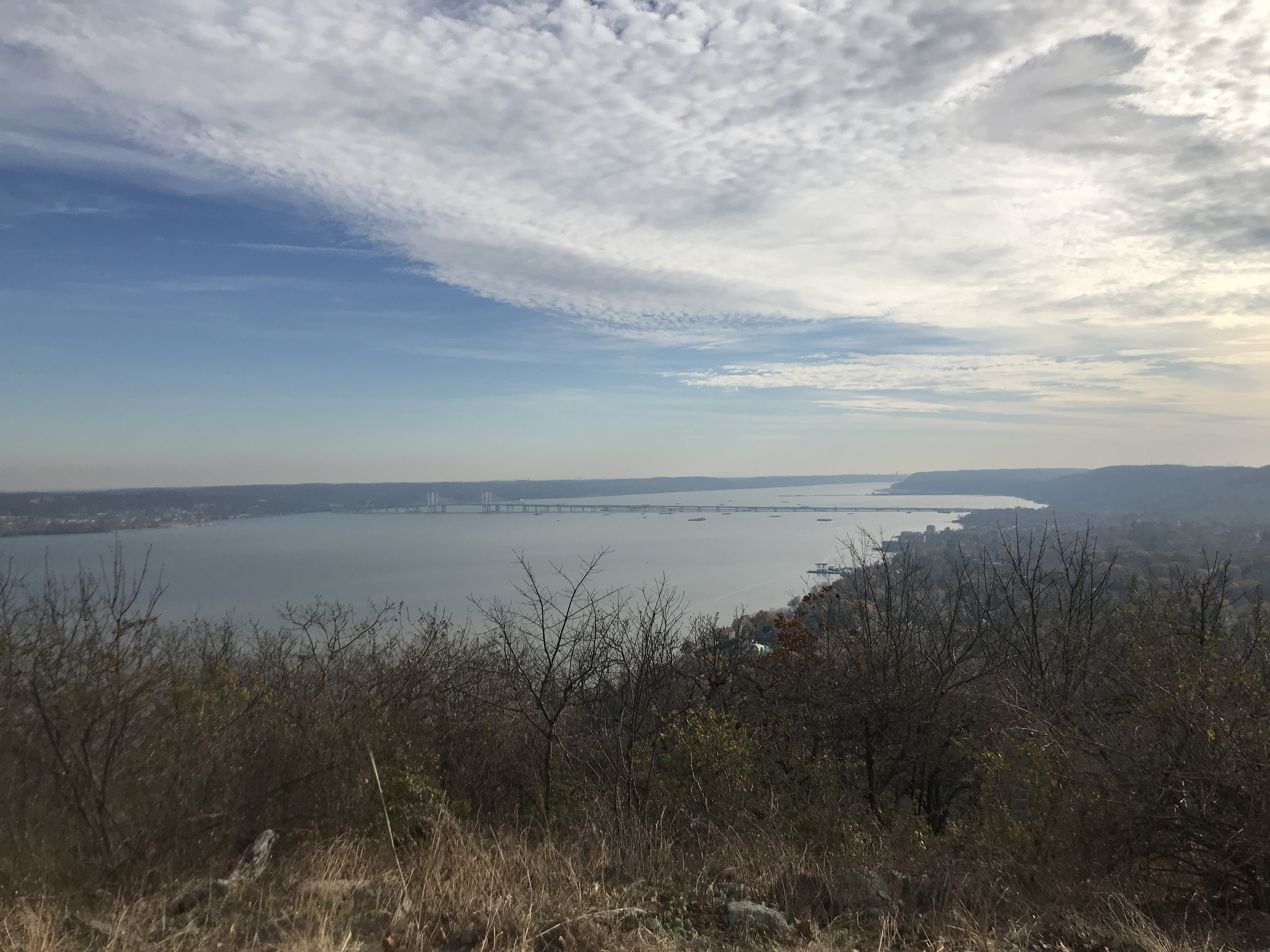
منظر من قمة جبل هوك في نوفمبر 2017

كان جبل هوك معروفًا للمستوطنين الهولنديين في المنطقة باسم (فيردريتيج هوك)، بمعنى "نقطة مملة"، والتي ربما كانت إشارة إلى المدة التي ظل فيها الجبل أو للرياح المزعجة التي واجهها البحارة بالقرب من النقطة. عُرف هوك ماونتن في الماضي أيضًا باسم " ديدريك هوك
مثل المناطق الأخرى في نهر هدسون، تعرضت المناظر الطبيعية المدرجة الآن في متنزه «هوك ماونتن ستيت» للتهديد من خلال المحاجر في أواخر القرن التاسع عشر وأوائل القرن العشرين. لضمان حماية الأرض، تم الحصول على الممتلكات لتكون جزءًا من متنزه (باليسايدز) المشتركة بين الولايات في عام 1911.
تم تعيين أجزاء من متنزه ولاية جبل هوك ومتنزه شاطئ ولاية نياياك القريب كمعلم طبيعي وطني في عام 1980 لجزء من عتبة الحواجز.
صنفت جمعية أودوبون نيويورك جبل هوك كمنطقة مهمة للطيور في عام 1997، نظرًا لأهميتها كمنطقة تغذية للطيور المغردة والصقور المهاجرة. تم استخدامه سنويًا كمحطة مراقبة للصقور منذ عام 1971. أصبح المتنزه حاليًا على أنها «منطقة حماية الطيور» من قبل مكتب ولاية نيويورك للمتنزهات والاستجمام والمحافظة على التاريخ.
في مايو 2015، أعلنت راهبات سيدة العقيدة المسيحية أنهن يفكرن في السماح لها 38 أكر (0.15 كـم2) لتصبح جزءًا من متنزه «هوك ماونتن ستيت». يمكن بيع ممتلكات النظام المجاورة، المتاخمة للجزء الجنوبي من المتنزه، إلى الثقة للأراضي العامة، الذي سينقل الملكية بعد ذلك إلى ولاية نيويورك.

## وصف المتنزّه
على الرغم من أن المتنزه غير مطور، إلا أن المتنزه يوفر في المقام الأول مساحة الاستجمام مثل المشي لمسافات طويلة ومشاهدة الطيور. يشق الطريق الطويل طريقه عبر المتنزه ويمر فوق قمة جبل هوك. ووظيفية جزء من مجمع أكبر من المتنزهات التي تشترك في حدود مستمرة، بما في ذلك، بحيرة ويكلايد الحكومي، ومتنزه شاطئ نياياك الحكومي، ومتنزه شاطئ هافيرسترو الحكومي، والتي تحتوي على مرافق ترفيهية مخصصة.

## روابط خارجية
- متنزه جبل هوك الحكومية